# Ekeby distrikt, Uppland
Ekeby distrikt är ett distrikt i Östhammars kommun och Uppsala län. 
Distriktet ligger i södra delen av kommunen. 

## Tidigare administrativ tillhörighet
Distriktet inrättades 2016 och utgörs av socknen Ekeby i Östhammars kommun.
Området motsvarar den omfattning Ekeby församling hade vid årsskiftet 1999/2000.